# لوز يو تو لوف مي
خسرتك لـ اُحب نفسي (بالإنجليزية "Lose You to Love Me") هي أغنية عن حب الذات للمغنية وكاتبة الاغاني الأميريكية سيلينا غوميز، وهي الاغنية الرئيسية من ثالث البوم للمغنية رير (2020)، تلقت الاغنية اراء إيجابية من نقاد الموسيقى، كما ان البعض أشاد بتغير غناء غوميز وتطور غناءها للأفضل، كما تن تم اختيار الاغنية كأفضل أغنية لعام 2019 من قبل مجلة نيويورك وبيلبورد.

## الخلفية والإنجازات
كشفت سيلينا في أبريل 2019 أنها كانت تعمل على موسيقى جديدة، بعد ان لمحت للمعجبين على صفحتها في إنستغرام مع صور لها وهي طفلة، أعلنت في 18 أكتوبر أنها ستصدر أغنية واحدة بعنوان "Lose You to Love Me" في تاريخ 23 أكتوبر.
ظهرت الأغنية في المرتبة 15 على قائمة بيلبورد هوت 100 وهو ثانٍ أفضل أغنية من ناحية المرتبة في القائمة بعد ظهور اغنيتها "Good for you" في المركز التاسع في نفس القائمة في 2015، حيث باعت أكثر من 36000 الف نسخة في أسبوعها الأول فقط.

## الفيديو الموسيقى
تم إخراج الفيديو بالأبيض والأسود من قِبل صوفي مولر وتم تصويره بالكامل على هاتف آي فون 11 برو في لوس أنجلوس، تم إصدار الفيديو الموسيقي لأول مرة على اليوتيوب في 23 أكتوبر 2019، بالتزامن مع إصدار الأغنية في منصات الاستماع، تلقى الفيديو منذ ذلك الحين أكثر من 302 مليون مشاهدة.